# Funkabwehr
La Funkabwehr, officiellement Funkabwehr des Oberkommandos der Wehrmacht (en allemand : Oberkommando der Wehrmacht, Wehrmachtnachrichtenverbindungen, Funküberwachung) (OKW/WNV/FU), est une organisation de contre-espionnage chargée de localiser les émetteurs radio ennemis active entre 1940 et 1945 pendant la Seconde Guerre mondiale.